# 羅正雄
羅正雄 （英語：Allen Law，1981年—）是香港出生的商人，在家族創立百樂酒店集團出任行政總裁。

## 家庭
羅正雄在香港出生，父親羅家寶在發展地產生意前與祖父羅定邦為製衣商人及香港連鎖服裝品牌Bossini創辦人。截至2013年，他被列入福布斯富豪榜香港排名三十六. 估計身家十億美元 羅正雄家中有母親及一姐羅穎怡及一妹羅穎珊。畢業於阿賓漢姆公學和倫敦國王學院，羅正雄現為新加坡永久居民，妻子為新加坡大華銀行總裁黃祖耀長女，泛太平洋酒店集團總經理黃瑋玲之次女陳心慧，二人現育有兩子Ian及Bryan，分別在2011及2013年出生。

## 工作
羅正雄早年在英國留學，原意屬留英從事金融工作 ，後受父親所托，2005年起為百樂酒店集團拓展新加坡等海外業務，羅正雄現在百樂酒店集團出任行政總裁.